# TAO Earth House
La Earth House était une maison expérimentale en polyuréthane, conçue et construite par le Tao Design Group entre 1971 et 1973. Elle se situait sur un terrain de 6 acres (25 000 m2) dans le comté de Hill à l’ouest d’Austin au Texas. Elle était censée être la première de quatre maisons inspirées de chacun des quatre éléments – Earth, Air, Water and Fire (Terre, Air, Eau et Feu) – mais le dessin de la Air House ne fut jamais terminé, et seule la Earth House fut construite.
Elle a été présentée en 1979 au Museum of Modern Art de New York, lors de l’exposition Transformations in Modern Architecture.
Elle a été rasée en 1990.

## Histoire
Le Tao Design Group est une association à but non lucratif présidée par Charles Harker, qui a été fondée en 1971. Le groupe est composé d’architectes, de sculpteurs et d’artistes réunis dans un processus artistique destiné à explorer le potentiel créatif des nouveaux matériaux plastiques de l’époque de sa création.

### Le projet
La Earth house fit office d’atelier expérimental ouvert à tous, autant au public qu’aux artistes ou étudiants intéressés par le projet. Sa construction visait à tester les nouveaux matériaux plastiques et leurs différentes techniques d’utilisation dans le domaine de la construction. Durant les trois années de sa construction, environ 10 000 personnes visitèrent le site. Les commentaires et les questions des visiteurs furent pris en compte dans la conception de la maison. Des étudiants de l’école d’architecture de l’université du Texas furent invités à participer, d’une part à la construction, et d’autre part aux discussions théoriques découlant du processus.

### La construction
La Earth House fut construite sans plans ni dessins. La construction spontanée sur le site faisait partie intégrante du processus créatif, qu’Harker compare à la métamorphose d’un papillon. Le polyuréthane, avec lequel les murs étaient construits, était projeté directement sur le sol sans fondations. Le polyuréthane étant friable, les designers bénéficiaient d’une grande liberté et spontanéité dans l’aménagement de l’espace : les murs étaient facilement détruits et reconstruits plus loin, les fenêtres étaient percées à même la mousse avec de simples couteaux de cuisine, etc. Pour la construction des plafonds, d’immenses sacs remplis d’air servaient de support au polyuréthane jusqu’à ce que celui-ci soit sec.

## Caractéristiques

### L’architecture
La Earth House se rapproche plus d’une « sculpture habitable » que d’une œuvre architecturale. Harker la qualifie de « large-scale sculpture » (« sculpture à grande échelle »).
La maison comportait un seul étage, mais différentes hauteurs de plancher accessibles par deux ou trois marches pouvaient être observées. 
Les pièces de la Earth House n’avaient pas de fonction attribuée. Cette absence de fonction avait pour but d’amener l’habitant à assigner lui-même l’utilité de chaque espace en fonction de son sentiment vis-à-vis de celui-ci. En fait, même la division de la maison en pièces était plutôt indéfinie. Elle comportait toutefois un solarium et une pièce faisant office de chambre des maîtres.
Les accès à la maison ne comportaient pas de portes, et les orifices qui servaient de sources de luminosité n’avaient pas de vitre, ce qui mettait la maison à la merci des intempéries.
La bâtisse se distinguait par ses formes organiques directement inspirées de l’architecture d’Antoni Gaudí. On y trouve aussi un air de famille avec les maisons dessinées par Hermann Finsterlin et les constructions de l’architecte Erich Mendelsohn.

### Les matériaux
La Earth House était faite de polyuréthane. Étant donné la fragilité et la légèreté de cette matière, les murs furent renforcés par des tubes de PVC. De plus, les murs intérieurs furent recouverts de plâtre, et du ciment fut projeté sur les façades extérieures, pour plusieurs raisons : d'abord pour prévenir les incendies, car bien qu'ils confèrent une excellente isolation thermique, les polyuréthanes sont aussi extrêmement inflammables ; ensuite protéger le polyuréthane, très friable, de l’érosion et des rayons du soleil qui causent sa décomposition ; et enfin pour empêcher la formation de poussière de polyuréthane, qui peut causer des problèmes de santé.